# 昆明石杉
昆明石杉（学名：Huperzia kunmingensis）为石杉科石杉属下的一个种。

## 扩展阅读
- 維基物種上的相關：昆明石杉